# Eystein Glumra
Eystein Glumra Ivarsson (apodado el Ruidoso) (788 - 870) fue un caudillo vikingo, jarl de Oppland y Hedmark, en Noruega.

## Biografía
La saga Heimskringla afirma que Eystein Glumra es el padre de Rognvald Eysteinsson y Sigurd Eysteinsson. Y, en consecuencia, abuelo de Guthorm Sigurdsson y Torf-Einarr. Aunque la saga cita a varios "Ivars", ninguno se menciona como padre de Eystein:

El primer jarl de las Orcadas se llamaba Sigurd, quien fue hijo de Eystein Glumra, y hermano de Rognvald, jarl de Møre. Tras Sigurd, su hijo Guthorm fue el jarl durante un año. Después Torf-Einarr, un hijo de Rognvald, tomó la posición de jarl, y lo conservó mucho tiempo, y fue un hombre de gran poder.

Según la saga Orkneyinga, Eystein el Ruidoso era hijo de Ivar Halfdansson, jarl de Oppland y nieto de Halfdan el Viejo. También es el padre de Rognvald el Sabio:

Heiti, hijo de Gorr, fue padre del caudillo Sveiði, padre de Halfdan el Viejo, el padre de Ivar, jarl de las Tierras Altas, padre de the Eystein el Ruidoso, el padre del jarl Rognvald el Poderoso y sabio del consejo.

## Herencia
Casó con Ascrida [Ásdís] Rognvaldsdatter (n. 818), hija de Ragnvald Olafsson y fruto de esa relación se conocen cuatro hijos:
- Rognvald el Sabio, jarl de More;
- Haldrick Malahulc Eysteinsson, también conocido como Halduc de Tresney, que acompañó a su sobrino Hrolf Ganger en la conquista de Normandía (anno 912).[6] Padre de Ralph de Bayeux y Richard de Saint-Sauveur;
- Sigurd el Poderoso;
- Svanhild Øysteinsdotter,[7] quien casó con Harald I de Noruega y tuvo tres hijos: Bjørn Farmann, rey de Vestfold; Olaf Haraldsson Geirstadalf, rey de Vingulmark, después también de Vestfold. Su nieto sería el rey Olaf I de Noruega; y Ragnar Rykkel, rey de Hedmark